# Milica Mijatović
Milica Mijatović, född den 26 juni 1991 i Lazarevac, är en serbisk fotbollsspelare (mittfältare/anfallare) som spelar för damallsvenska BK Häcken. Mijatović är landslagsspelare för Serbien.